# Joseph Barbara
Joseph Barbara, conosciuto anche come "Joe the Barber" e nato Giuseppe Maria Barbara (Castellammare del Golfo, 9 agosto 1905 – Johnson City, 17 giugno 1959), è stato un mafioso italiano naturalizzato statunitense, legato alla cosiddetta "Cosa nostra statunitense". Nella sua carriera criminale, che lo portò a divenire boss della famiglia Bufalino, Barbara divenne soprattutto famoso per aver ospitato la riunione di Apalachin, nel 1957, che si rivelò essere un vero e proprio disastro per l'intera cupola mafiosa.

## Biografia
Giuseppe Maria Barbara, nato nel 1905 a Castellammare del Golfo, in Sicilia, emigrò negli Stati Uniti d'America nel 1921, all'età di sedici anni, e qui cambiò il suo nome in Joseph Barbara. Una volta sbarcato iniziò ben presto a lavorare come sicario per la famiglia Bufalino, in particolare nel territorio della Pennsylvania settentrionale. Durante gli anni trenta, Barbara fu arrestato e incriminato per diversi omicidi, incluso quello del contrabbandiere rivale Sam Wichner, strangolato a morte nella casa di Barbara dopo che vi si era recato per una riunione d'affari. Tuttavia, sia per quest'ultimo che per tutti gli altri delitti, le forze dell'ordine non riuscirono mai a ottenere prove sufficienti per condannare Barbara.
Il 24 maggio 1936 a Endicott, nello Stato di New York, Barbara sposò Josephine Vivona, da cui ebbe in seguito tre figli maschi: Joseph Maria Jr., Peter e Angelo, e una femmina: Angela.
Tra le vittime dei suoi vari omicidi si ritiene che via sia anche il boss mafioso di Pittston, John Sciandra, ucciso da Barbara nel 1940 al fine di ereditarne la posizione nella stessa organizzazione criminale, che sarà poi conosciuta come "famiglia Bufalino".

### Proprietà immobiliari
Nel 1944, diventato ricco, Barbara acquistò un terreno di 58 acri nella cittadina rurale di Apalachin e vi costruì una tenuta per un valore totale di 250.000 dollari, divenendo presto una celebrità del posto, grazie anche al suo coinvolgimento in circoli locali e in opere di filantropia. Basti dire che quando Barbara fece richiesta di porto d'armi, il capo della polizia di Endicott fece da garante per lui.
Nel 1946 Barbara fu condannato, per la prima e ultima volta nella sua carriera criminale, per aver acquistato illegalmente circa 140 tonnellate di zucchero, che sarebbero servite alla realizzazione di alcolici di contrabbando. Poco dopo entrò nel giro d'affari della distribuzione delle bibite, acquistando un impianto di imbottigliamento dalla Canada Dry e arrivando in breve a controllare il mercato della birra e delle bibite nella regione di Binghamton.

### La riunione di Apalachin
Nell'ottobre del 1956, a Windsor, nello Stato di New York, un agente di polizia fermò una macchina per eccesso di velocità e ne arrestò il conducente, Carmine Galante, viceboss della famiglia Bonanno. Poco dopo l'arresto di quest'ultimo, che gli agenti avevano scoperto essere stato di recente ospite di Barbara, un contingente di agenti di polizia arrivò da West New York, nello Stato del New Jersey, e tentò di corrompere gli agenti locali affinché rilasciassero Galante. Questi ultimi però non si lasciarono comprare e il tutto si concluse con l'incriminazione degli agenti di West New York e la condanna di Galante a trenta giorni di carcere. Dopo tale episodio, però, la polizia locale capì che Barbara aveva stretti legami con i personaggi più eminenti del crimine organizzato newyorkese e iniziarono quindi a sorvegliarlo più da vicino.
Nel 1957, dopo aver preso il controllo della famiglia mafiosa di Luciano dal precedente boss Frank Costello, il nuovo boss Vito Genovese (da cui la famiglia prenderà poi il nome) volle legittimare il suo nuovo potere tenendo una riunione dei membri di Cosa Nostra a livello nazionale. Il primo luogo da lui scelto per l'incontro fu Chicago, ma il boss della famiglia di Buffalo, Stefano Magaddino, suggerì invece di utilizzare la tenuta di Barbara, già luogo di precedenti riunioni più piccole, e Genovese, infine, accettò.
Così, il 14 novembre 1957, molti dei più potenti mafiosi provenienti da tutti gli Stati Uniti d'America, dal Canada e dall'Italia si incontrarono nella magione di Joseph Barbara. Tra gli argomenti all'ordine del giorno della riunione vi erano alcune questioni ancora irrisolte circa l'amministrazione e il controllo delle attività illecite legate al gioco d'azzardo e al traffico di narcotici, in particolare nell'area di New York City. Per una fortunata coincidenza, un agente di polizia newyorkese udì per caso Joseph Barbara Jr. mentre cercava di trovare stanze libere in un motel locale per gli ospiti di una festa. Data la fama che si era fatto Barbara, sul quale, come precedentemente detto, era stata aumentata la sorveglianza, agenti sia locali che federali si affrettarono a circondare la sua tenuta. Quando i mafiosi all'interno della villa si resero conto della presenza della polizia, iniziò una fuga in massa, tentata dai vari personaggi sia in macchina che a piedi. Molti di essi riuscirono a scappare attraverso i boschi che circondavano la tenuta, ma molti altri furono catturati e identificati; tra questi vi furono lo stesso Genovese, Carlo Gambino, boss della famiglia Gambino, e Joseph Bonanno, boss della famiglia Bonanno. Molti dei criminali arrestati dissero alle autorità di trovarsi presso l'abitazione di Barbara per fare visita all'amico dopo l'attacco di cuore che lo aveva colto nel 1956.

### Dopo gli avvenimenti di Apalachin
Dopo la sopraccitata azione della polizia, Barbara divenne famoso in tutta la nazione. Dal canto suo, egli mise in vendita la sua tenuta di Apalachin e le sue proprietà nell'industria delle bibite e si trasferì a Endicott, dove rimase fino alla morte. Lo Stato di New York istituì una commissione investigativa perché portasse avanti indagini relative alla riunione di Apalachin e inviò un mandato di comparizione a Barbara. In tutta risposta, egli disse di essere in uno stato di salute tale da essere impossibilitato a testimoniare. Così, nel maggio del 1959, la commissione inviò un cardiologo perché si sincerasse delle condizioni di salute di Barbara, al quale infine fu ordinato di testimoniare dalla corte suprema di stato. Tuttavia, nel giugno del 1959, prima che potesse apparire di fronte alla commissione d'inchiesta, Barbara morì in seguito a un altro attacco cardiaco. Egli fu quindi sepolto nel cimitero di Johnson City.
La riunione di Apalachin fece sì che i media nazionali puntassero i loro riflettori sulle attività di Cosa Nostra, innescando l'istituzione di indagini statali e federali. Un altro dei risultati fu che l'allora direttore dell'FBI, John Edgar Hoover, non poté più negare l'esistenza di Cosa Nostra negli Stati Uniti d'America, posizione che aveva tenuto fino a quel momento, trovandosi costretto a indagare su di essa.